# NGC 5486
NGC 5486 este o hi (21cm) source⁠(d) situată în constelația Ursa Mare. A fost descoperită în 14 aprilie 1789 de către William Herschel.